# Праве передсердя
Праве передсердя (лат. atrium dextrum) — камера серця кубічної форми, яка внизу з'єднане з правим шлуночком через правий передсердно-шлуночковий отвір, споряджений трикуспідальним клапаном. Він дозволяє потрапити крові з передсердя в шлуночок і запобігає його потраплянню назад в передсердя. До переду передсердя утворює порожнистий відросток — праве вушко (auricula dextra).
Його внутрішня порожнина має декілька підвищень, які утворені пучками гребінчастих м'язів. На зовнішній стінці вушка м'язи закінчуються, утворюючи невелике підвищення — межевий гребінь (crista terminalis), якому на зовнішній поверхні серця відповідає межева борозна. Внутрішня стінка передсердя — міжпередсердна перегородка (septum interatriale), яка є гладкою. В її центрі є майже кругла заглибина діаметром до 2,5 см. — овальна ямка (fossa ovalis). Її край потовщений (особливо спереду і ззаду). Дно утворено двома листками ендокарда. В ембріона на цьому місці знаходиться овальний отвір (foramen ovale) — через нього кров з порожнистих і коронарних вен направляється прямо в ліве передсердя, минаючи правий шлуночок і мале коло кровообігу (воно в плода практично не функціонує, бо кисень надходить не з легень, а з плаценти через пупкову вену). Коли до моменту народження отвір не заростає, то після народження, коли дитина почне дихати, і запрацює мале коло, то венозна й артеріальна кров почне змішуватись. Такі вроджені вади лікують хірургічно.
Ззаду в передсердя впадає зверху — верхня порожниста вена, знизу — нижня порожниста вена. Устя нижньої порожнистої вени обмежене перегородкою — клапаном нижньої порожнистої вени чи Євстахієвою заслонкою (valvula venae cavae inferior, valvula Eustachii), що являє собою складку ендокарда товщиною до 1 см. Ця перегородка в зародків направляє струмінь крові до овального отвору. Між устями порожнистих вен стінка правового передсердя випинається, утворюючи синус порожнистих вен (sinus venarum), що є залишком ембріонального венозного синуса. Він майже наполовину прикривається складкою ендокарда — Тебезієвою заслонкою, аналогічною Євстахієвій. А на внутрішній поверхні між устями вен є підвищення — міжвенозний горбик. У задньонижню частину передсердя впадає вінцевий синус (sinus coronarius), який має невеличку перегородку. У ньому збираються коронарні вени.